# Ґеорґе Деруссі
Ґеорґе Деруссі (рум. Gheorghe Derussi; *1870, Румунське королівство — †1931) — румунський політик, міністр закордонних справ Румунії з 17 грудня 1921 до 19 січня 1922 за правління румунського короля Фердинанда І.

## Біографія
До того як стати міністром, Деруссі був першим румунським послом в Стокгольмі призначений на цю посаду 1 квітня 1917. З 1 травня 1917 посол в Осло і Копенгагені. З 17 грудня 1921 до 19 січня 1922 Деруссі займав посаду міністра закордонних справ Румунії.